# Belsize Park (metrostation)
Belsize Park is een station van de metro van Londen aan de Northern Line. Het station is het enige van het Londense net met een z in de naam.

## Geschiedenis
Het station werd op 22 juni 1907 geopend door de Charing Cross, Euston & Hampstead Railway als tussenstation aan de lijn tussen Golders Green en Charing Cross. In 1933 werden het openbaar vervoer in London genationaliseerd in het London Passenger Transport Board (LPTB), kortweg London Transport, dat de lijnen langs Camden Town de gemeenschappelijke naam Edgware Highgate Morden Line gaf. Op 28 augustus 1937 kreeg de lijn de naam Northern Line als verwijzing naar het Northern Heights project dat via de lijn een aansluiting op de metro zou krijgen en een jaar later lag er een plan voor een grootprofiellijn tussen Golders Green en de zuidelijke voorsteden die onder andere bij Belsize Park zou stoppen, LPTB kreeg echter geen fondsen voor de aanleg. De Tweede Wereldoorlog betekende ook dat er behoefte was aan schuilkelders, LPTB kreeg daarom alsnog toestemming voor de ruwbouw van de perrontunnels voor de grootprofiellijn onder de voorwaarde dat die gedurende de oorlog als schuilkelder gebruikt konden worden. De schuilkelder bij Belsize Park is een van acht gerealiseerde, twee andere geplande schuilkelders kwamen er niet en de grootprofiellijn kwam er evenmin. De ingangen van de schuilkelder liggen op de hoek van Haverstock Hill en Downside Crescent en aan het eind van een steeg ongeveer 100 meter ten noorden van het station.

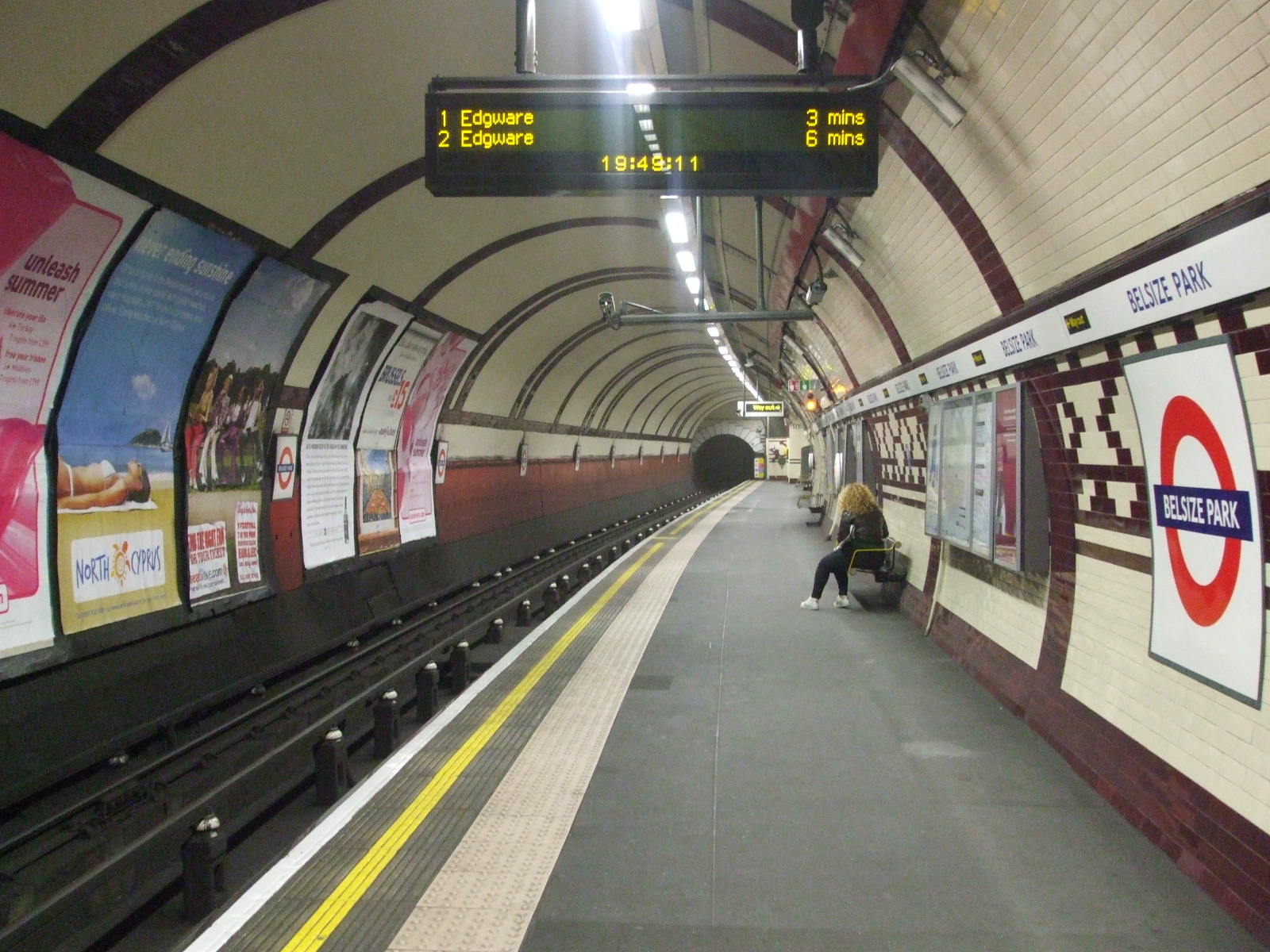
Het perron richting Edgware met het tegelwerk van Green.
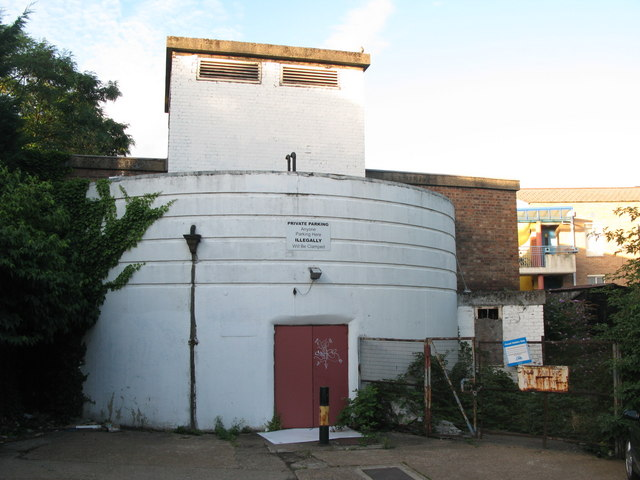
De noordelijke ingang van de schuilkelder aan het eind van de steeg.
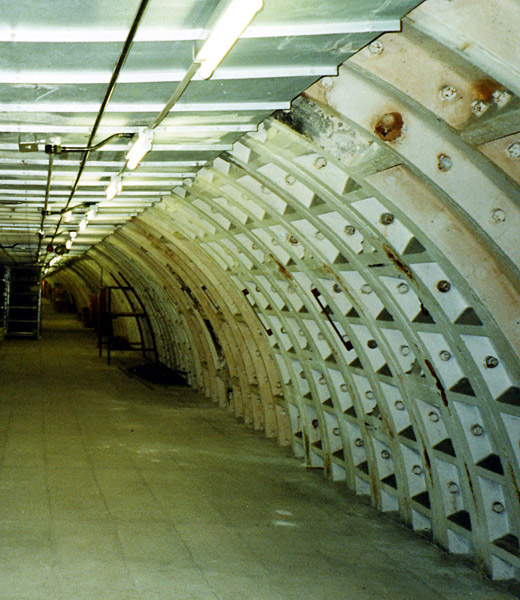
De schuilkelder onder het station.

## Ligging en inrichting
Het station ligt aan Haverstock Hill aan de noordrand van de gelijknamige wijk. Iets verder naar het noorden ligt het Royal free Hospital. Het station is opgetrokken in de Britse Art-nouveau stijl met een voor Leslie Green kenmerkende geglazuurde bloedrode gevel. Het bleef grotendeels onaangeroerd tot het eind jaren tachtig van de twintigste eeuw werd opgeknapt waarbij de liften werden vervangen en een nieuw kaartverkoopsysteem werd geïnstalleerd. Zoals gebruikelijk voor de Eerste Wereldoorlog werden liften geïnstalleerd om de reizigers tussen de stationshal en de perrons te vervoeren. De liften overbruggen een hoogteverschil van 33,2 meter tussen de stationshal en een tussenverdieping vlak boven de sporen. In- en uitstappers gaan door gescheiden reizigerstunnels en vaste trappen tussen lift en de perrons op 36 meter diepte. Naast de liften is er een wenteltrap als nooduitgang, die 219 treden telt volgens het bord in het station. Om het station ook herkenbaar te maken voor laaggeletterden ontwierp Green voor ieder metrostation een uniek tegelpatroon voor de wanden langs de perrons.